# Сол (бог)
Сол је био бог Сунца у древној римској религији. Дуго се веровало да је антички Рим имао два различита бога Сунца. За првог Сола Индигеса се сматрало да је био неважан и да је потпуно нестао у раном периоду. Историчари су тврдили да се тек у позном Римском царству култ Сунца поново појавио доласаком у Рим култа сиријског Сола Инвиктуса, можда под утицајем митраистичких мистерија.